# 스미드 디비전
스미드 디비전(영어: Smythe Division)은 1974년부터 1993년까지 NHL에 존재했던 디비전이다.

## 역대 스미드 디비전 라인업
| 연도            | 팀 | 참가팀 수 |
| --------------- | --- | --------- |
| 1974년 ~ 1976년 | 시카고 블랙 호크스 · 캔자스시티 스카우츠 · 미네소타 노스 스타스 · 세인트루이스 블루스 · 밴쿠버 캐넉스        | 5팀       |
| 1976년 ~ 1978년 | 시카고 블랙 호크스 · 콜로라도 로키스 · 미네소타 노스 스타스 · 세인트루이스 블루스 · 밴쿠버 캐넉스            | 5팀       |
| 1978년 ~ 1979년 | 시카고 블랙 호크스 · 콜로라도 로키스 · 세인트루이스 블루스 · 밴쿠버 캐넉스                                   | 4팀       |
| 1979년 ~ 1981년 | 시카고 블랙 호크스 · 콜로라도 로키스 · 에드먼턴 오일러스 · 세인트루이스 블루스 · 밴쿠버 캐넉스 · 위니펙 제츠 | 6팀       |
| 1981년 ~ 1982년 | 캘거리 플레임스 · 콜로라도 로키스 · 에드먼턴 오일러스 · 로스앤젤레스 킹스 · 밴쿠버 캐넉스                    | 5팀       |
| 1982년 ~ 1991년 | 캘거리 플레임스 · 에드먼턴 오일러스 · 로스앤젤레스 킹스 · 밴쿠버 캐넉스 · 위니펙 제츠                        | 5팀       |
| 1991년 ~ 1993년 | 캘거리 플레임스 · 에드먼턴 오일러스 · 로스앤젤레스 킹스 · 산호세 샤크스 · 밴쿠버 캐넉스 · 위니펙 제츠        | 6팀       |

## 역대 스미드 디비전 우승팀
| 시즌      | 우승팀              | 시즌 성적                 |
| --------- | ------------------- | ------------------------- |
| 1974~1975 | 밴쿠버 캐넉스       | 38승 32패 10무 승점 86점  |
| 1975~1976 | 시카고 블랙 호크스  | 32승 30패 18무 승점 82점  |
| 1976~1977 | 세인트루이스 블루스 | 32승 39패 9무 승점 73점   |
| 1977~1978 | 시카고 블랙 호크스  | 32승 29패 19무 승점 83점  |
| 1978~1979 | 시카고 블랙 호크스  | 29승 36패 15무 승점 73점  |
| 1979~1980 | 시카고 블랙 호크스  | 34승 27패 19무 승점 87점  |
| 1980~1981 | 세인트루이스 블루스 | 45승 18패 17무 승점 107점 |
| 1981~1982 | 에드먼턴 오일러스   | 48승 17패 15무 승점 111점 |
| 1982~1983 | 에드먼턴 오일러스   | 47승 21패 12무 승점 106점 |
| 1983~1984 | 에드먼턴 오일러스   | 57승 18패 5무 승점 119점  |
| 1984~1985 | 에드먼턴 오일러스   | 49승 20패 11무 승점 109점 |
| 1985~1986 | 에드먼턴 오일러스   | 56승 17패 7무 승점 119점  |
| 1986~1987 | 에드먼턴 오일러스   | 50승 24패 6무 승점 106점  |
| 1987~1988 | 캘거리 플레임스     | 48승 23패 9무 승점 105점  |
| 1988~1989 | 캘거리 플레임스     | 54승 17패 9무 승점 117점  |
| 1989~1990 | 캘거리 플레임스     | 42승 23패 15무 승점 99점  |
| 1990~1991 | 로스앤젤레스 킹스   | 46승 24패 10무 승점 102점 |
| 1991~1992 | 밴쿠버 캐넉스       | 42승 26패 12무 승점 96점  |
| 1992~1993 | 밴쿠버 캐넉스       | 46승 29패 9무 승점 101점  |

## 디비전 우승 횟수
| 횟수 | 팀                            |
| ---- | ----------------------------- |
| 6회  | 에드먼턴 오일러스             |
| 4회  | 시카고 블랙 호크스            |
| 3회  | 밴쿠버 캐넉스 캘거리 플레임스 |
| 2회  | 세인트루이스 블루스           |
| 1회  | 로스앤젤레스 킹스             |